# Clase Slava
La clase Slava es la designación OTAN para los cruceros lanzamisiles de la designación soviética Proyecto 1164 Atlant, un buque de guerra con propulsión convencional, actualmente operado solo por Rusia y Ucrania.
Su diseño empezó a finales de 1960 y se pensó para usar el misil P-500 Bazalt/SS-N-12 Sandbox y también como una opción más barata de los cruceros de la clase Kírov. Durante su construcción hubo muchos retrasos con los misiles.

## Diseño e historia

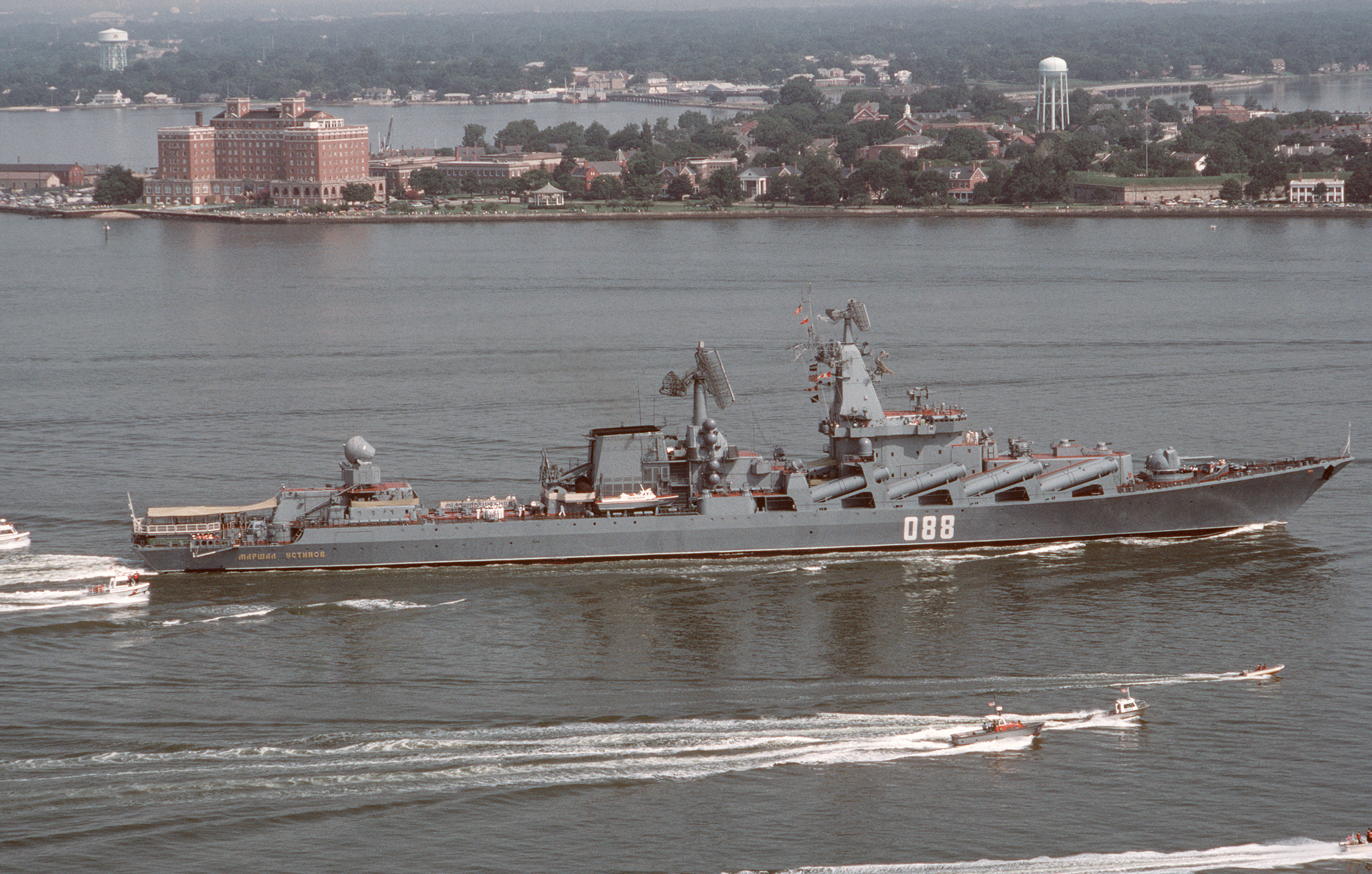
Crucero lanzamisiles ruso de la clase Slava Mariscal Ustínov (CG 088) a su paso por Fort Monroe, Estados Unidos

El diseño comenzó a fines de la década de 1960, basado en el uso del misil P-500 Bazalt. El crucero fue pensado como una alternativa menos costosa de propulsión convencional a los cruceros de batalla de clase Kirov de propulsión nuclear. Todos ahora están armados con misiles P-1000 Vulkan AShM, desarrollados a fines de la década de 1970 y finales de la de 1980. Hubo un gran retraso en este programa, mientras se resolvían los problemas con el Bazalt.
Estas naves actuaban como barco insignia de numerosas fuerzas de ataque. Todos los barcos fueron construidos en el astillero 61 Kommunar en Nikoláiev, RSS de Ucrania. La clase fue una continuación del crucero clase Kara, que la Armada soviética tipificó como un gran barco antisubmarino (russ. BPK), construido en el mismo astillero y parece estar construido sobre una versión estirada del casco de la clase Kara.
La clase Slava se designó inicialmente como BLACKCOM 1 (Combatiente 1 del Mar Negro) y luego se designó como clase Krasina durante un breve período hasta que Slava fue puesto operativo en el mar. Los lanzadores SS-N-12 se fijan mirando hacia adelante a una elevación de alrededor de 8° sin recargas disponibles. Como no había nada revolucionario en el diseño de la clase, los observadores occidentales sintieron que fueron creados como una protección  más radical por el fracaso de la clase Kirov. La cubierta del hangar para helicópteros está ubicada media cubierta debajo de la plataforma de aterrizaje con una rampa que conecta las dos.
Originalmente se planearon diez barcos, pero con la disolución de la Unión Soviética, solo se completaron tres. Se botó un cuarto barco, pero la construcción final sigue incompleta y el barco no se ha puesto en servicio.
Después de la desintegración de la URSS, los tres barcos terminados comenzaron a prestar servicio en la Armada rusa, mientras que el cuarto barco incompleto, rebautizado como Ukraina, fue transferido a Ucrania. Se han hecho esfuerzos para completar y actualizar el barco sin terminar. En 2010, el presidente de Ucrania, Víktor Yanukóvich, declaró que Rusia y Ucrania trabajarían juntas en el proyecto.
Rusia también ha expresado interés en comprar el buque, que Ucrania había ofrecido previamente a la venta. Sin embargo, a principios de 2011 no se había concluido ningún acuerdo final entre los dos países.
La Armada rusa tenía planes para actualizar ampliamente todos sus buques de clase Slava durante la década de 2010; completar el trabajo para el Ukrania puede haber servido como banco de pruebas para esto. En 2022, el cuarto casco permanece a flote en un astillero ucraniano en Nicolaiev, sin terminar. Uno de los barcos, Moskva (antes llamado Slava), se hundió en el Mar Negro el 13 de abril de 2022 tras una explosión durante la invasión rusa de Ucrania. Los oficiales militares ucranianos afirmaron que esto fue el resultado de un ataque con misiles Neptuno por parte de Ucrania, mientras que Rusia afirmó que una tormenta violenta provocó una explosión de las municiones del buque de guerra, lo que provocó el hundimiento.

## Buques de la clase
Proyecto 1164
| Nombre                      | Iniciado   | Botado     | Asignado   | Notas |
| --------------------------- | ---------- | ---------- | ---------- | --- |
| Slava                       | 5.11.1976  | 27.07.1979 | 30.12.1982 | • desde 15.05.1995 renombrado Moskva • asignado a la Flota del Mar Negro • hundido el 14 de abril de 2022 durante la invasión rusa de Ucrania  |
| Almirante de la flota Lobov | 5.10.1978  | 25.02.1982 | 15.09.1986 | • desde 23.03.1985 renombrado Mariscal Ustínov • asignado a la Flota del Norte                                                                 |
| Chervona Ukraina            | 31.07.1979 | 28.08.1983 | 25.12.1989 | • desde 21.12.1995 renombrado Varyag • asignado a la Flota del Pacífico                                                                        |
| Komsolomets                 | 29.08.1984 | 11.08.1990 | -          | • no completado • desde 23.03.1985 renombrado Almirante de la flota Lobov • desde 1993 renombrado Ukraina y transferido a la Marina de Ucrania |

- Slava (121), Se le sustituyeron los misiles P-500 Bazalt (SS-N-12 Sandbox) por la versión mejorada P-1000 entre 1990 y 2002.
- Almirante de la flota Lobov (055), Se le sustituyeron los misiles P-500 Bazalt (SS-N-12 Sandbox) por la versión mejorada P-1000 entre 1990 y 2002.
- Chervona Ukraina (011), esta en servicios mínimos desde 1990.[8]
- Komsomolets, actualmente Ukraina, fue transferido en 1993 a la Marina de Ucrania con la idea de ser completado, cosa que nunca ocurrió. Su estado actual es incierto, y aunque informes hablaban de la posibilidad de haber sido traspasado a la Marina Rusa para ser vendido la India o China, imágenes vía satélite indican que continuaba incabado en Nicolaiev en agosto de 2022.[9]

Proyecto 1164.1
| Nombre                                               | Iniciado | Botado | Asignado | Notas                                                                        |
| ---------------------------------------------------- | -------- | ------ | -------- | ---------------------------------------------------------------------------- |
| Rossiya                                              | 1988     | -      | -        | • cancelado en 1990 • desde 30.12.1987 renombrado Oktyabr'skaya Revolyutsiya |
| Almirante de la Flota de la Unión Soviética Gorshkov | -        | -      | -        | • cancelado en 1990                                                          |
| Varyag                                               | -        | -      | -        | • cancelado en 1990                                                          |
| Sebastopol                                           | -        | -      | '-       | • cancelado en 1990                                                          |

## Galería

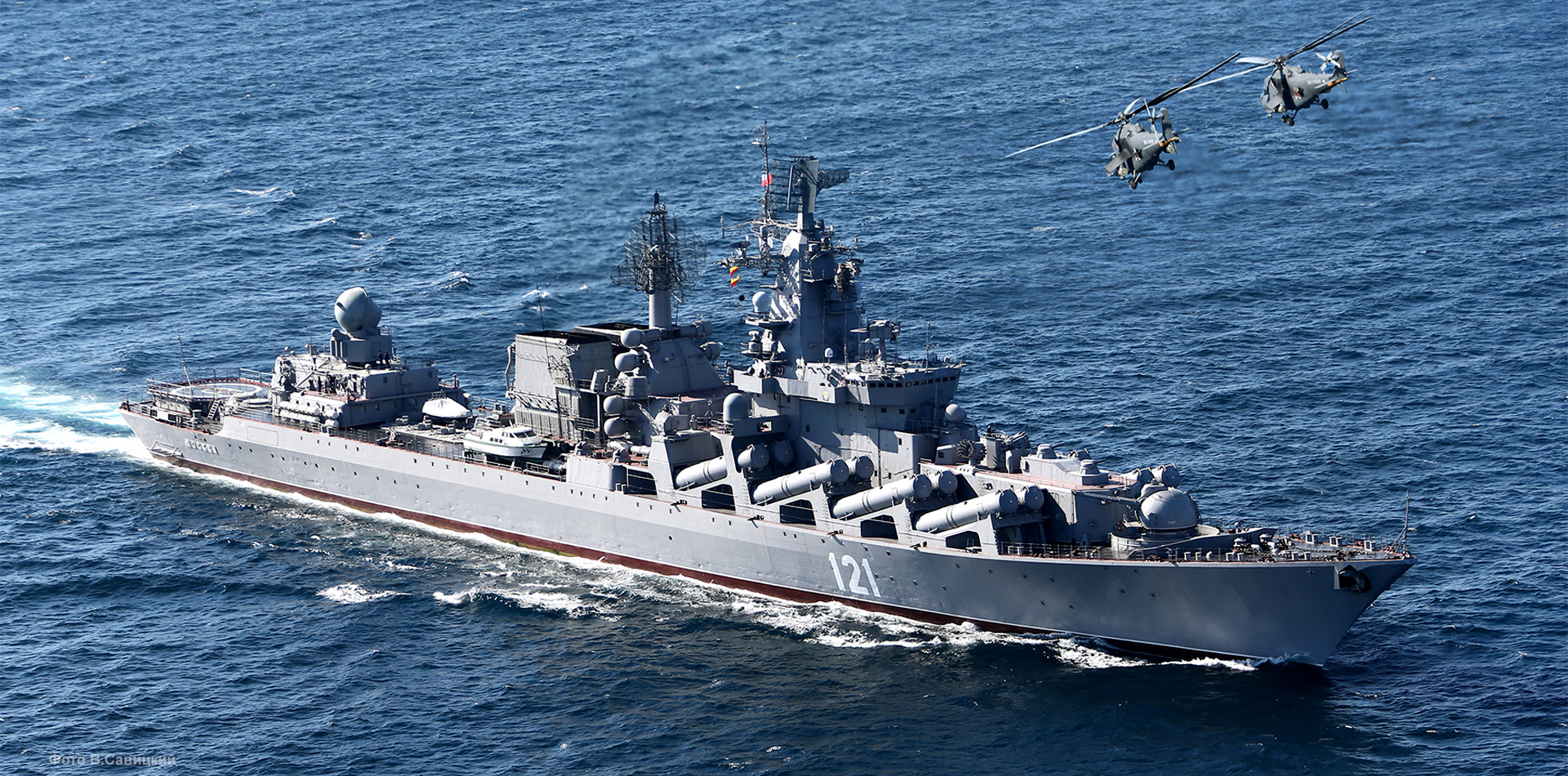
El Moskvá, anteriormente Slava. Hundido en 2022 durante la guerra Ucrania-Rusia
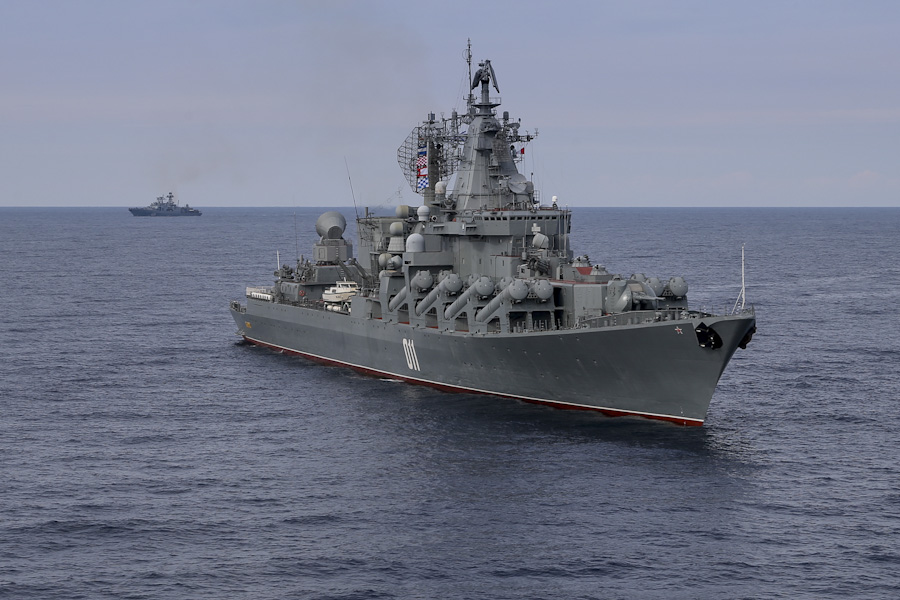
El Varyag, anteriormente Chervona Ukraina, año 2016.
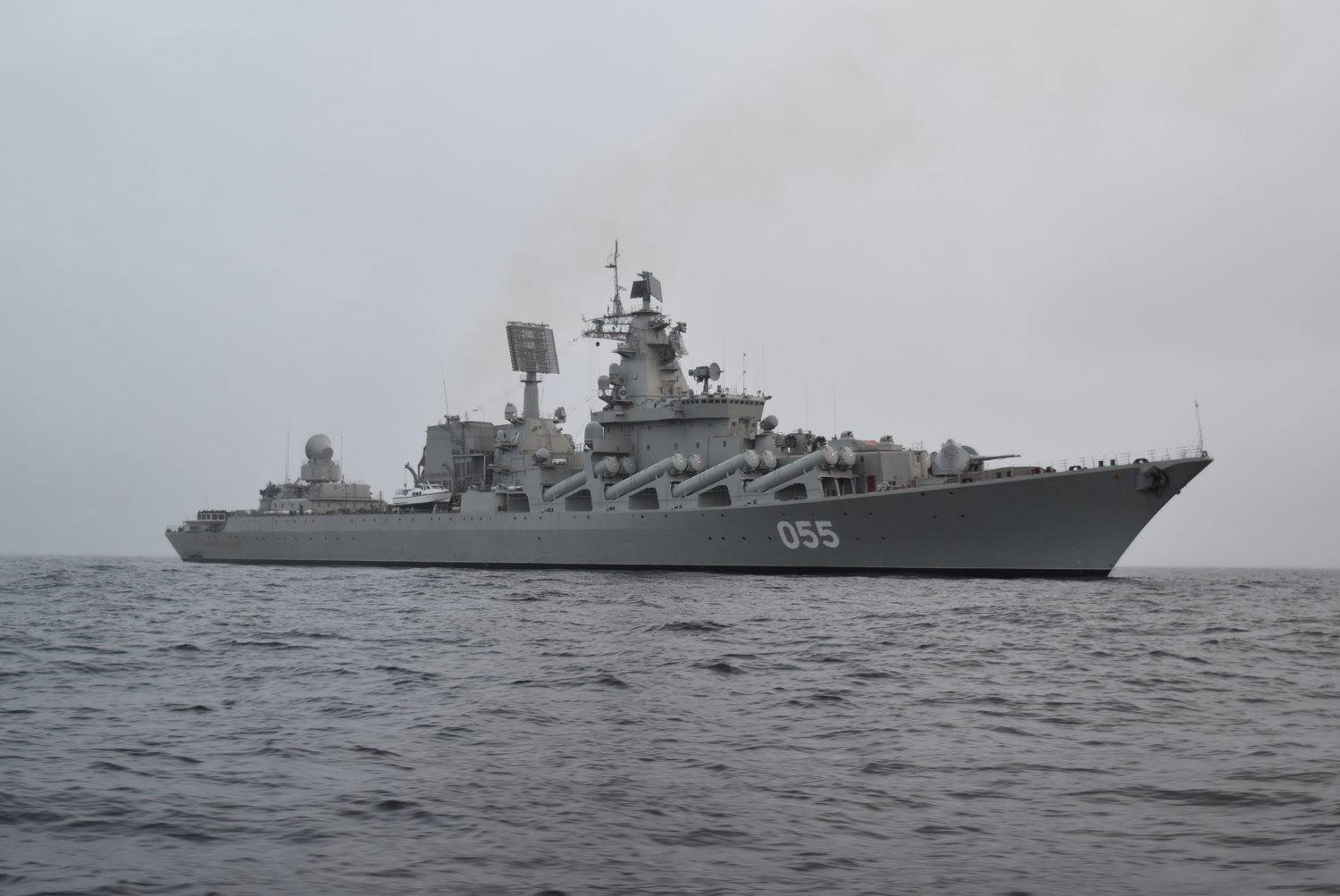
El Mariscal Ustínov, anteriormente Almirante de la Flota Lobov, año 2017.
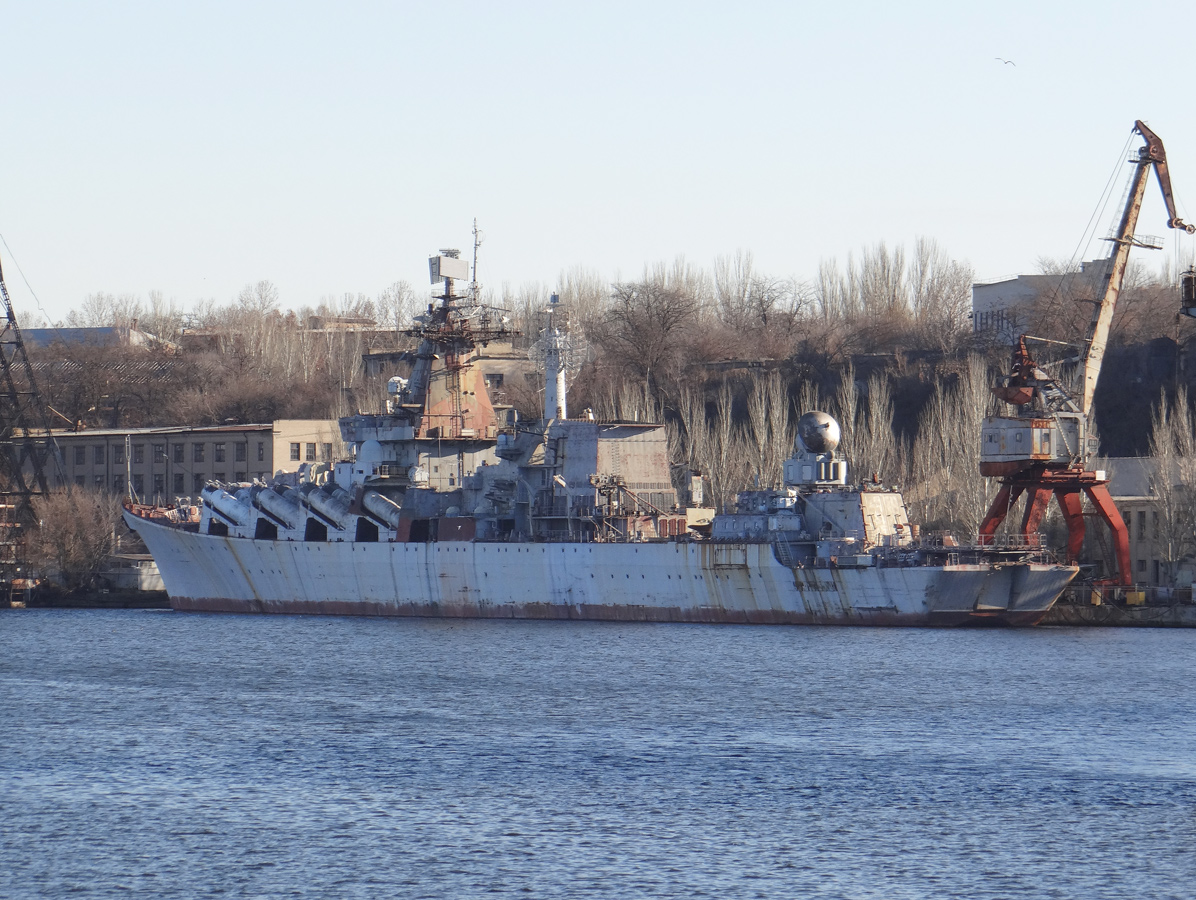
El Ukraina, anteriormente Almirante de la flota Lobov y Komsolomets,  amarrado sin terminar  en el astillero Imeni 61 Kommunara en Nicolaiev en 2013. Aún sigue inacabado.